# دون آس
دون آس (بالإنجليزية: Don Aase) هو لاعب كرة قاعدة أمريكي، ولد في 8 سبتمبر 1954 في أورانج في الولايات المتحدة.

## وصلات خارجية
- دون آس على موقع دوري كرة القاعدة الرئيسي (الإنجليزية)
- دون آس على موقعبيزبول رفرنس.كوم (الدوري الرئيسي) (الإنجليزية)
- دون آس على موقعبيزبول رفرنس.كوم (الدوري الثانوي) (الإنجليزية)
- دون آس على موقع إي إس بي إن.كوم (أم.أل.بي) (الإنجليزية)
- دون آس على موقع مشجعي الرسوم البيانية (الإنجليزية)